# Mea Culpa (album)
Albums de After Forever
Remagine
(2005) After Forever
(2007)
Mea Culpa est la première compilation du groupe néerlandais de metal symphonique After Forever, publié le 15 août 2006 par Transmission Records.

## Liste des chansons
| 1.  | Mea Culpa (Version a cappella)               | 1:50 |
| 2.  | Follow in the Cry                            | 4:05 |
| 3.  | Yield to Temptation                          | 5:53 |
| 4.  | Silence from Afar                            | 5:54 |
| 5.  | Wings of Illusion                            | 7:23 |
| 6.  | Beyond Me (Version Gruntless)                | 6:12 |
| 7.  | Forlorn Hope                                 | 6:23 |
| 8.  | For the Time Being                           | 5:06 |
| 9.  | Imperfect Tenses                             | 4:11 |
| 10. | Monolith of Doubt (Version du single)        | 3:33 |
| 11. | Intrinsic                                    | 6:54 |
| 12. | Emphasis                                     | 4:19 |
| 13. | My Pledge of Allegiance #1 - The Sealed Fate | 6:28 |
| 14. | Who Wants to Live Forever (reprise de Queen) | 4:41 |

| 1.  | The Evil That Men Do (reprise d'Iron Maiden) | 3:20 |
| 2.  | Glorifying Means                             | 5:02 |
| 3.  | My Choice (Version acoustique)               | 4:03 |
| 4.  | Beneath                                      | 4:54 |
| 5.  | Digital Deceit (Version du single)           | 4:09 |
| 6.  | Two Sides (Version du single)                | 3:17 |
| 7.  | Sins of Idealism (Version du single)         | 4:12 |
| 8.  | Eccentric (Version orchestrale)              | 4:36 |
| 9.  | Life's Vortex (Version du single)            | 4:37 |
| 10. | Blind Pain (Version agressive)               | 4:18 |
| 11. | Being Everyone (Version du single)           | 3:10 |
| 12. | Face Your Demons (Version du single)         | 5:01 |
| 13. | Taste the Day                                | 2:56 |
| 14. | Boundaries Are Open (Version du single)      | 3:30 |
| 15. | Come                                         | 5:05 |
| 16. | Attendance (Remix industriel)                | 3:04 |
| 17. | Live and Learn                               | 4:25 |
| 18. | Strong (Version au piano)                    | 6:13 |